# 陇西李氏 (朝鲜半岛)
朝鲜半岛的陇西李氏（농서이씨）是出自中国辽宁的铁岭李氏，为明末辽东总兵李成梁和李如松、李如梅父子的后代。据《明史》记载，李成梁的高祖李英自朝鲜内附明朝，授世铁岭卫指挥佥事，遂家焉。但李英的民族有蒙古人说，女真人说，汉人说等争议，经数代后于明朝洪武年间内附明朝。

## 历史
铁岭李氏是明朝初年渡鸭绿江而来的朝鲜人，更有朝鲜人认为这一支家族是出自星州李氏，但日本学者园田一龟在上个世纪30年代即有考证，认为该族原是居住鸭绿江南的女真人，14世纪末在始祖李膺尼带领下由朝鲜迁至铁岭，后编入明朝卫所并出仕做官。
族谱以出任铁岭卫指挥佥事的李英为一世祖，之上还有李哲根穗、李和山、李厦霸努、李把图理、李膺尼五位祖先，但“因鼎革，碑记残毁，谱系散失，是以五位之世次无考未敢妄注也”。
第二世为李文彬，第三世为李春英（或作李春美），第四世李泾，均世袭铁岭卫指挥佥事。李泾有子四人，居长者即明末辽东名将李成梁。李氏从第三世春字辈起，五个兄弟析为五房。李成梁一系属老长房，以下依次为老二房、老三房、老四房、老五房。
李氏家族成为明末最显赫的军功贵族，主要由于李成梁的功绩。李成梁有兄弟四人：李成梁、李成材、李成槟、李成用。李成梁有子五人李如松、李如柏、李如桢、李如樟、李如梅，其中李如松曾经在万历年间率军入朝鲜抗倭，与朝鲜女子生了个儿子李天根（起初名为李天忠）。
后来在甲申國難，李如松次子李性中死于变乱，遗命其子李应仁（初名李应祖）东往朝鲜，逃亡到朝鲜巨济岛（거제도）的鵝洲（아주）貫松村（관송촌）居住，李如梅之孙李成龙也逃亡到了朝鲜，再加上李如松与朝鲜女子生的私生子，于是朝鲜出现了本贯为陇西李氏的一支宗族。
2000年韩国做的人口普查时，陇西李氏约有1045人。

另外，李如松与朝鲜女子奉化琴氏（一作通津琴氏）的私生子李天忠后来与星州李氏合谱，多认为李英是李长庚曾孙，但是与铁岭李氏的记载不同，铁岭李氏族谱中的祖辈人名来自蒙古语，与东北地区的女真人取名方式相似。
- 李成梁--李如松--李性忠--李应仁（李应祖）--李某--李某--李萱
- 李成梁--李如松--李天根--李哲南--李承福
- 李成梁--李如梅--李明祖--李得龙（李成龙）--李翻——李东栽--李勉

```
                                                 |-李东培--李著
                                                 |-李东发
                                                 |-李东郁
```

## 朝鲜的谱牒
朝鲜的星州李氏和陇西李氏李天忠支以曾经被元朝赐封陇西郡公的李长庚为中始祖，李长羹生子五人：李百年（密直公派）、李千年（参知公派）、李万年（侍中公派）、李亿年（留守公派）、李兆年（文烈公派）。李千年生二子：李餘慶、李承慶（任辽阳行省参知政事）。李承慶之子即为李英。
星州李氏先世：1.李纯由——2.——3.——4.——5.李凡——6.李延居——7.李沖京——8.李營——9.李孝參——10.李敦文——11.李得禧——12.李长庚